# Alexis Hanquinquant
Alexis Hanquinquant (Yvetot, Sena Marítimo; 28 de dezembro de 1985) é um triatleta com deficiência, campeão europeu e campeão mundial de paratriatlo na categoria PTS4 em 2017, 2018 e 2019. Ele ganhou a medalha de ouro nos Jogos Paralímpicos de Verão de 2020.

## Biografia
O ex-campeão francês de boxe full contact, com um título de campeão francês em menos de 86 kg em maio de 2010, ele ficou gravemente ferido após um acidente de trabalho e, em seguida, voltou para o triatlo. Ele é pai de dois filhos.

## Prêmios
A tabela mostra os resultados mais expressivos (pódio) obtidos no circuito nacional e internacional de paratriatlo desde 2016.
| Ano  | Paratriatlo                                          | País          | Posição          | Temp            |
| ---- | ---------------------------------------------------- | ------------- | ---------------- | --------------- |
| 2021 | Jogos Paralímpicos de Tóquio PTS4                    | Japão         | Medalha de ouro  | 0 h 59 min 58 s |
| 2019 | Campeonato Francês de Paratriatlo PTS4               | França        | Medalha de ouro  | 0 h 59 min 49 s |
| 2019 | Campeonato Europeu de Paratriatlo PTS4               | Espanha       | Medalha de ouro  | 1 h 2 min 2 s   |
| 2019 | Campeonato Mundial de Paratriatlo PTS4               | Suíça         | Medalha de ouro  | 1 h 4 min 37 s  |
| 2018 | Campeonato Francês de Paratriatlo PTS4               | França        | Medalha de ouro  | 1 h 1 min 49 s  |
| 2018 | Campeonato Mundial de Paratriatlo PTS4               | Austrália     | Medalha de ouro  | 1 h 1 min 15 s  |
| 2018 | Campeonato Europeu de Paratriatlo PTS4               | Estónia       | Medalha de ouro  | 1 h 3 min 24 s  |
| 2017 | Campeonato Mundial de Paratriatlo PTS4               | Países Baixos | Medalha de ouro  | 1 h 4 min 15 s  |
| 2017 | Campeonato Europeu de Paratriatlo PTS4               | Austrália     | Medalha de ouro  | 1 h 5 min 13 s  |
| 2017 | Campeonato Francês de Paratriatlo PTS4               | França        | Medalha de ouro  | 1 h 3 min 51 s  |
| 2017 | Copa do Mundo de Paratriatlo - etapa Besançon PTS4   | França        | Medalha de ouro  | 1 h 7 min 16 s  |
| 2017 | Copa do Mundo de Paratriatlo - Gold Coast PTS4 etapa | Austrália     | Medalha de ouro  | 1 h 2 min 24 s  |
| 2016 | Campeonato Francês de Paratriatlo PT4                | França        | Medalha de prata | 58 min 42 s     |